# Schilksee
Schilksee (danois : Schilksø) est un district de Kiel incorporé à cette ville en 1959.

## Géographie
Schilksee est situé au nord de la ville de Kiel, sur la péninsule Dänischer Wohld (de), au bord du fjord de Kiel.

## Jeux olympiques
Kiel-Schilksee est devenu connu en 1972 pour avoir été le lieu des compétitions de voile aux Jeux olympiques de Munich 1972.